# 辛迪·布罗格登
辛迪·布罗格登（英語：Cindy Brogdon，1957年2月25日—），生于喬治亞州比福德，美国女子篮球运动员。她曾代表美国国家队参加1976年夏季奥林匹克运动会篮球比赛，获得一枚银牌。